# Carpophilus mutilatus
Carpophilus mutilatus är en skalbaggsart som beskrevs av Wilhelm Ferdinand Erichson 1843. Carpophilus mutilatus ingår i släktet Carpophilus och familjen glansbaggar. Arten förekommer tillfälligt i Sverige, men reproducerar sig inte. Inga underarter finns listade i Catalogue of Life.